# Divald Károly
Divald Károly (Selmecbánya, 1830. november 2. – Eperjes, 1897. november 7.) fényképész, gyógyszerész, barlangfotográfus, a magyar fényképészet úttörője, Divald Adolf erdész öccse, Divald Kornél művészettörténész apja.

## Életpályája
A besztercebányai gimnáziumban érettségizett. Az 1848–49-es szabadságharcban mint honvéd harcolt. A fegyverletétel után Bécsben  gyógyszerészeti tanfolyamot végzett és Bártfán 6 éven át gyógyszertárát vezette. 1858-ban megnősült, felesége Steinhübel Borbála volt. Öt gyermekük született, akik közül hárman (Lajos, Ifj. Károly és Adolf) később fényképészek lettek. Lánytestvérei Borbála, Irén és Júlia. Felesége korán meghalt, s ekkor addigi sógornőjét Steinhübel Rózát vette nőül, akitől újabb öt gyermeke született, köztük Divald Kornél, a későbbi műtörténész, a „szentek fuvarosa”. Ezután a fényképészettel kezdett foglalkozni.

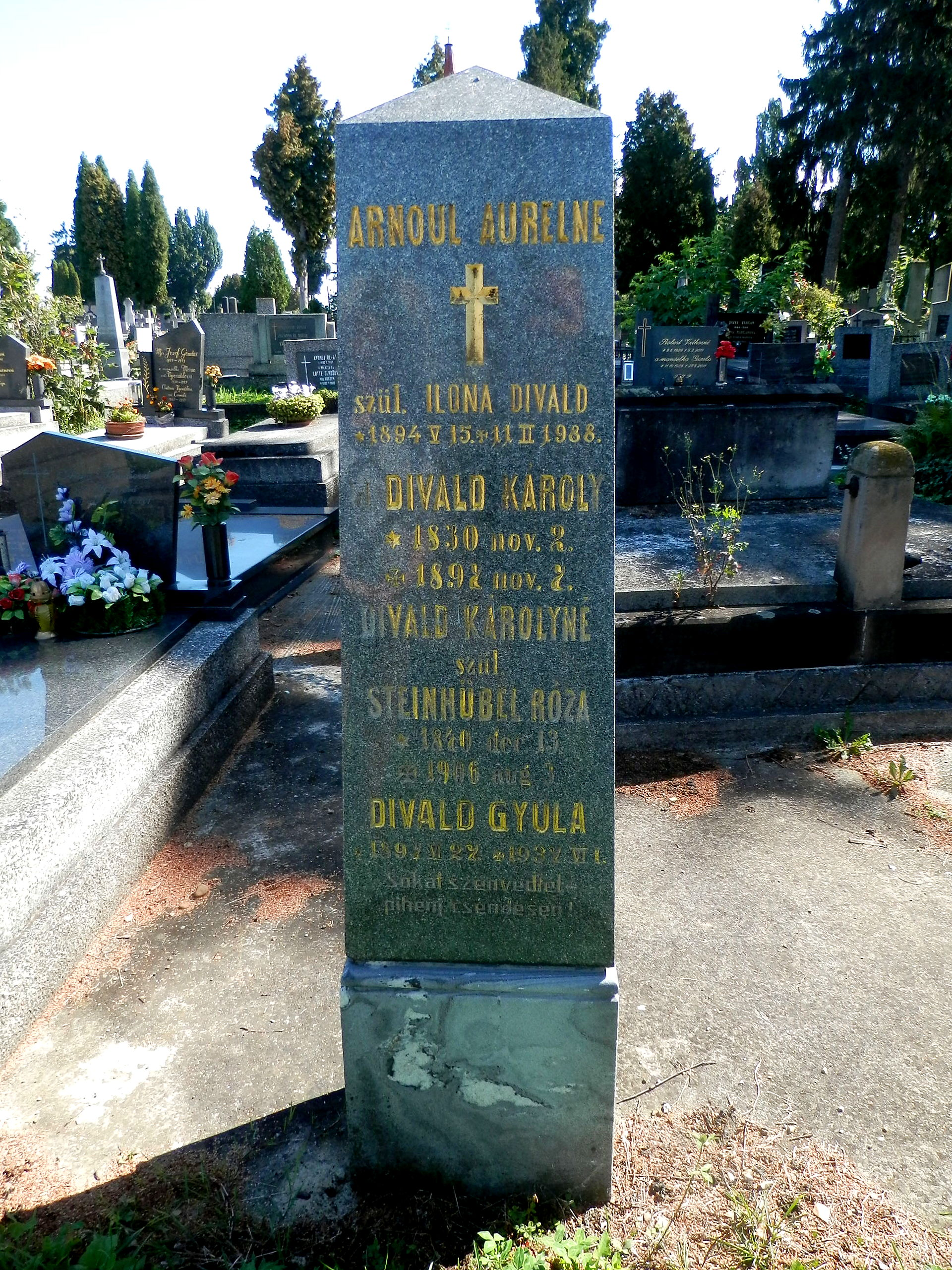
Sírja Eperjesen

Védett családi sírköve 2015-ben eltűnt.

## Munkássága
Eperjesen 1863-ban műtermet hozott létre. Itteni műterme filiáléiként pedig Bártfafürdőn és Tátrafüreden is volt „fényirdája”. 1878-ban felállította az első magyar fényképnyomati (fototípiai) műintézetet, amelynek központját később Budapestre tette át. Felvételeit fénynyomás (fototípia) útján sokszorosította, ezen a téren Divald az első úttörők közé tartozik. 1885-ben már 18 alkalmazottat foglalkoztatott.
Budapest közterületein készült számos fényképe ma is forrásértékű.

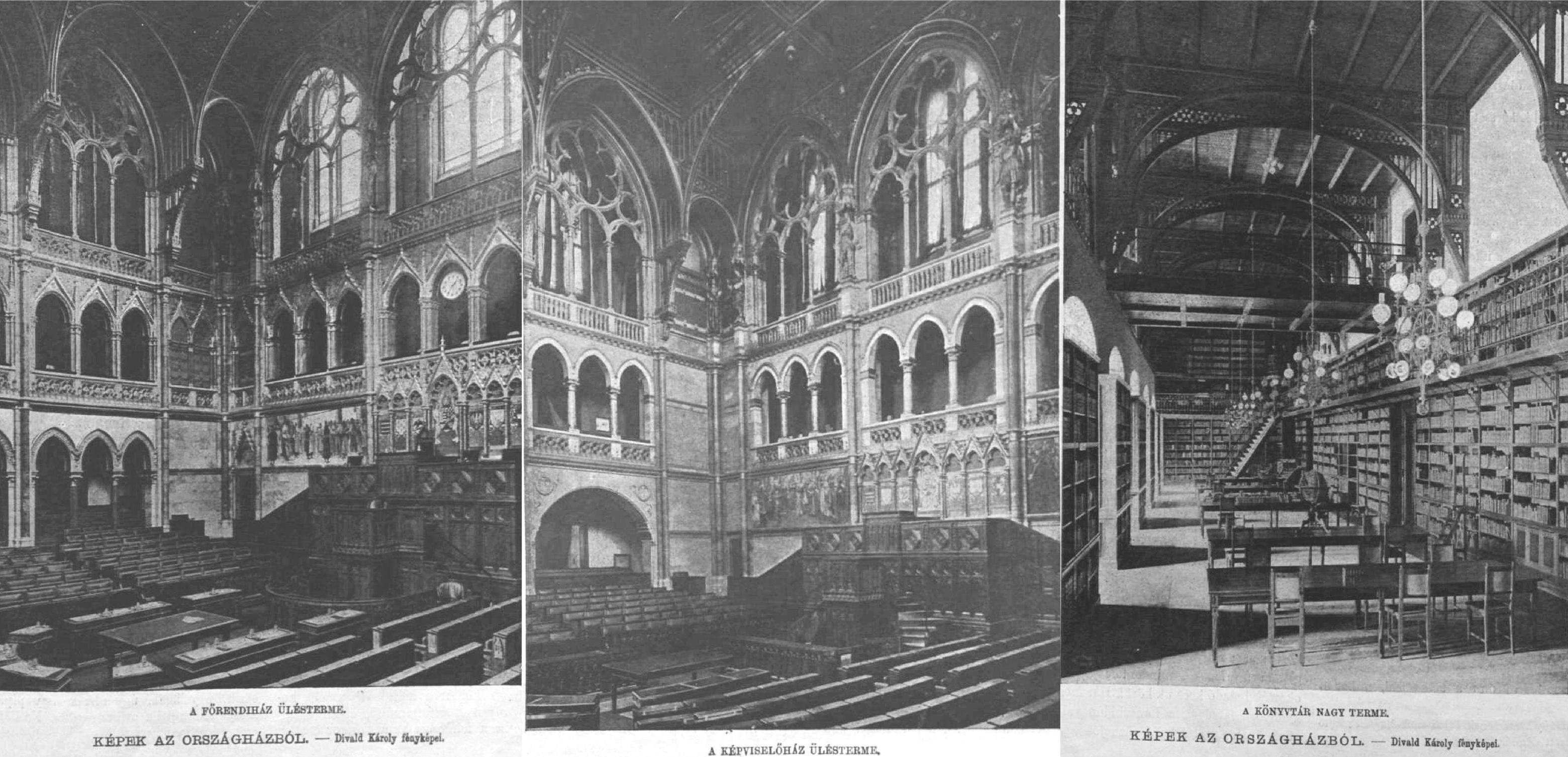
Üléstermek és könyvtárterem az Országházban
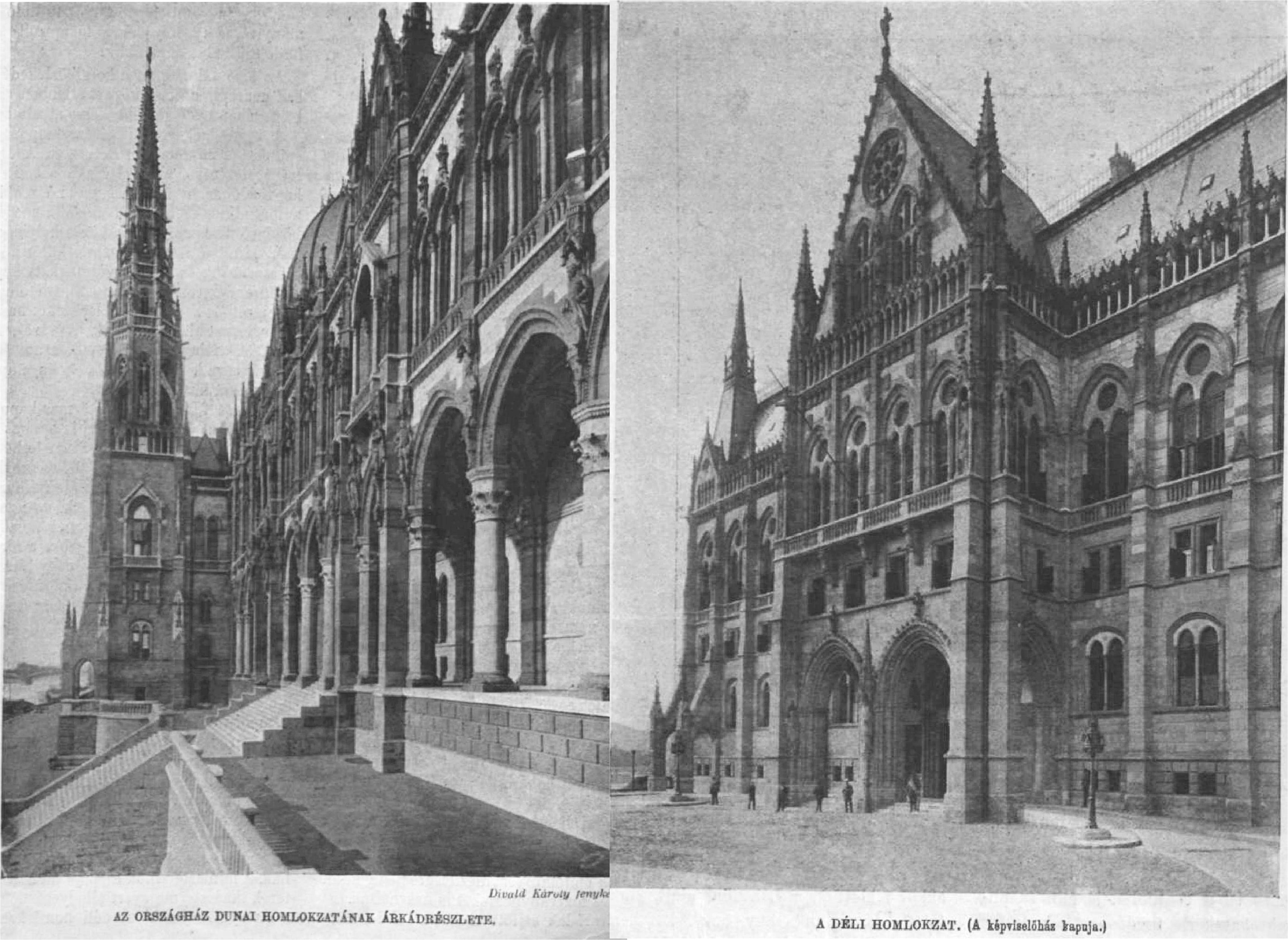
Homlokzati képek az Országházról
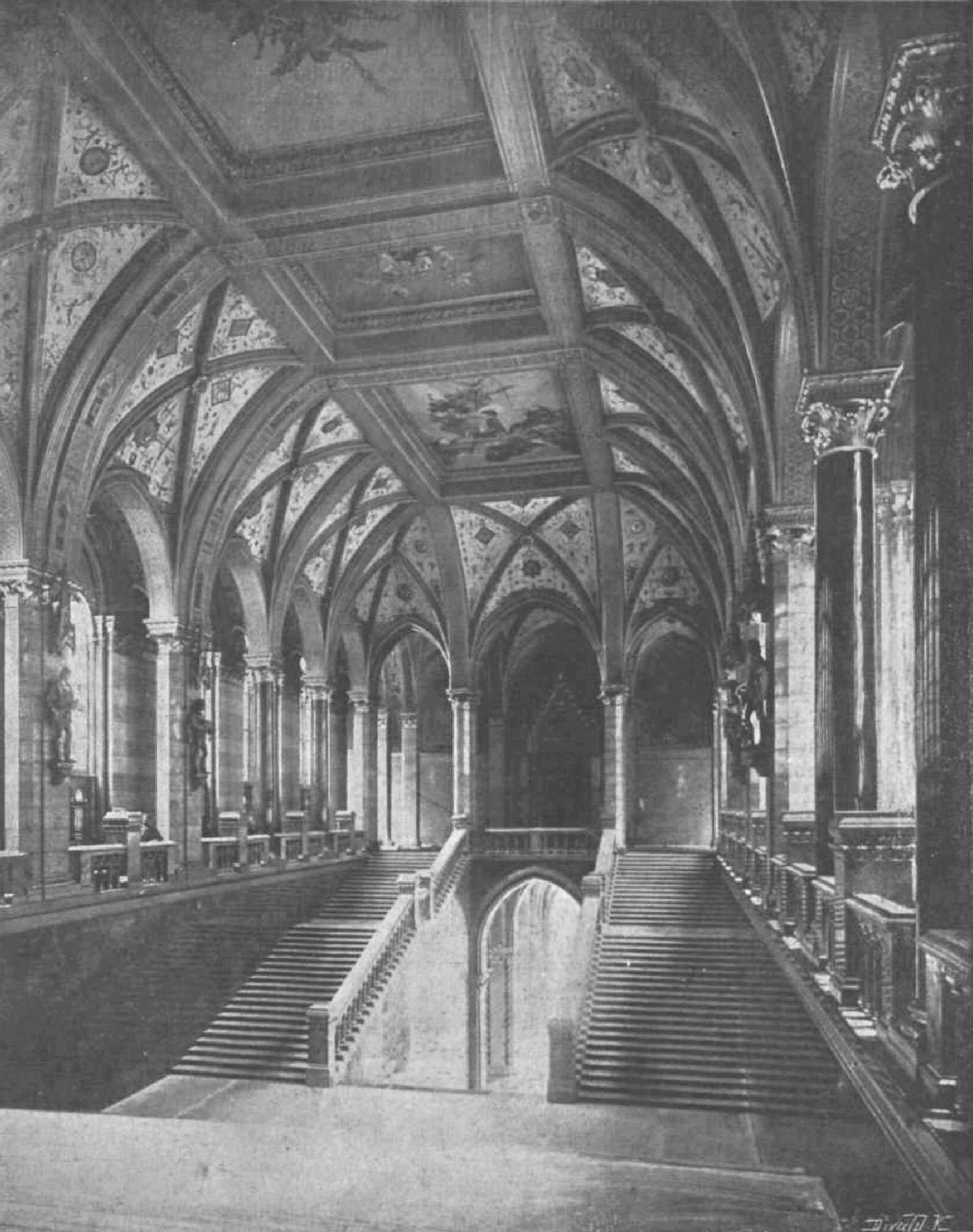
Lépcső az Országházban
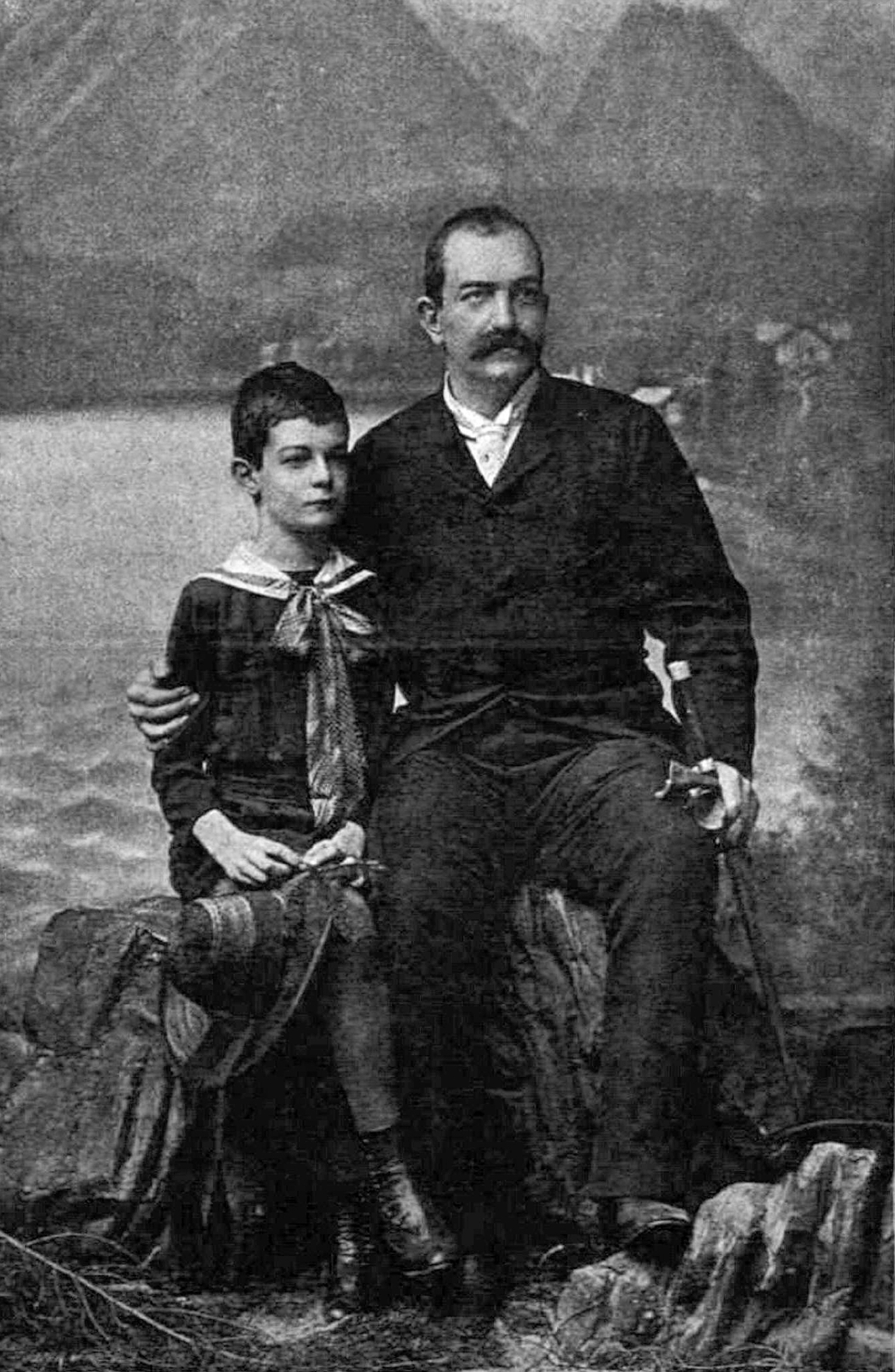
Milán szerb király

A Tátra módszeres fényképezője volt. Több évtizedes munkássága révén szinte minden csúcsot, völgyet, tavat, patakot, vízesést, tengerszemet, épületet, üdülőtelepet megörökített felvételein. Elsőként fotózta rendszeresen a magyar tájakat, barlangokat. Legszebb, legsikeresebb képeit pedig albumokká formálta és megjelentette. Első fotóalbuma 1873-ban jelent meg a Magas-Tátráról, de sikert arattak a Pieninekről, a Javorináról, a Herlányi-gejzírről, Bártfáról és Bártfafürdőről készült képei is. Elsőként fényképezett a Bélai-barlangban és az aggteleki Baradlában. Az 1870-es években együttműködésbe lépett a Magyarországi Kárpát Egyesülettel, és ő készítette az egyesület kiadványaiba a fényképeket. Tagja volt az egyesület etnográfiai-művelődéstörténeti szakosztályának, s e minőségben is tevékeny részt vállalt a Tátra Múzeum anyagának összegyűjtésében. Az MKE húszéves tevékenységét számba vevő 1894-es évkönyve kizárólag id. Divald Károlyt említi tátrai fotográfusként. Felvételeit nyomdai úton sokszorosítva a hazai tájakról több millió képeslapot hozott forgalomba. Felvételeiből kiállításokat is rendezett. Tátrai tájakon készült felvételeit később más tájegységeken készültekkel is kiegészítette. Vállalkozását fokozatosan átadta fiainak, 1897 nyarán még segédkezett Adolf fiának Bártfán, majd novemberben rövid betegség után elhunyt.

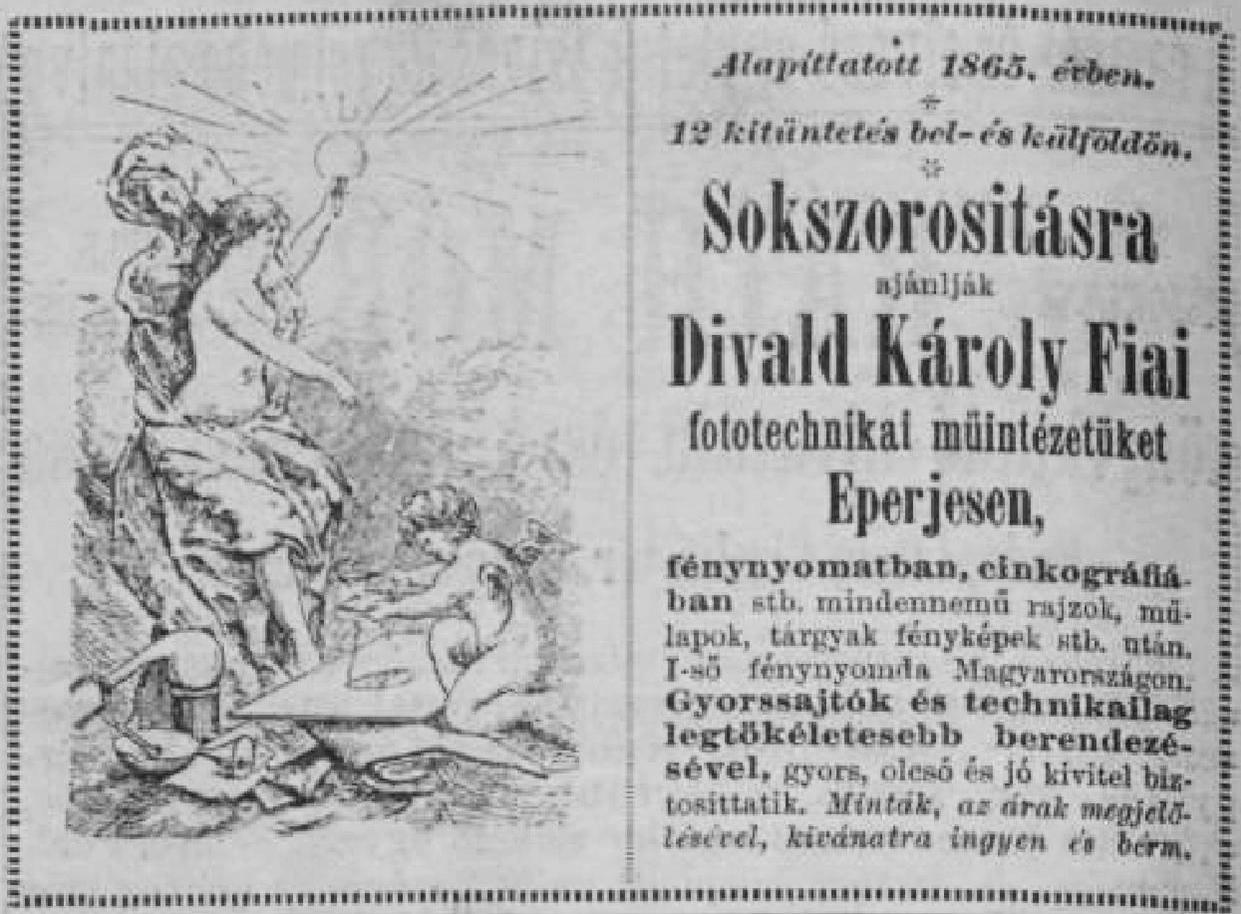
A fényképészet hirdetése

## Főbb művei
- Baradla fotóalbum. 1890
- Bélai-barlang fotóalbum. 1887
- A képzőművészet remekei I–IV. (Budapest, 1882–1884)
- Képek Eperjes elhamvadt részeiből (Eperjes, 1887)
- Magas-Tátra fotóalbum. 1873